# Encyclopédie critique du genre
L'Encyclopédie critique du genre est une encyclopédie thématique qui présente une synthèse de l'état actuel des recherches menées dans le monde et en France en matière d'études de genre.
Parue le 31 décembre 2016, elle est dirigée par la sociologue Juliette Rennes.

## Description
En croisant les disciplines biologie, histoire ou sociologie, cette encyclopédie explore les rapports de pouvoir et présente en une soixantaine de notices, l'état de la recherche sur les études de genre depuis les années 2000, date où cette discipline a fait son apparition aux États-Unis. 
Pour cet ouvrage collectif, Juliette Rennes a fait appel à plus de 80 auteurs et autrices issues des sciences humaines mais aussi des disciplines scientifiques comme la biologie, le droit public, les sciences du sport, les sciences du langage.
Cette synthèse est présentée en trois axes transversaux : le corps, la sexualité, les rapports sociaux. Les usages du corps permettent d'appréhender les normes et les rapports de genre dans les activités familiales, sportives, professionnelles, artistiques ou religieuses. L'étude de la sexualité et des pratiques érotiques met en évidence les articulations entre hiérarchies des sexes et des sexualités. Les rapports sociaux mettent en évidence les inégalités liées au genre avec celles liées à la classe sociale, la couleur de peau, l’apparence physique, la santé, l’âge.
Chaque notice présente une introduction du sujet, le contexte, l’état de la recherche, une conclusion résumant les idées principales, un renvoi aux autres notices de l'encyclopédie ainsi qu'une bibliographie. Sur les sujets clivants, politiquement ou sein de la discipline, l'encyclopédie assume des choix en refusant de construire « un consensus mou » Tout cela en fait une synthèse des études de genre tout en donnant des références qui permettent d’approfondir le sujet.

## Éditrices et éditeurs scientifiques associés
- Catherine Achin, politiste
- Armelle Andro, démographe
- Laure Bereni, sociologue
- Luca Greco, linguiste
- Alexandre Jaunait, politiste
- Rose-Marie Lagrave, sociologue
- Gianfranco Rebucini, anthropologue

### Édition
- Juliette Rennes (dir.), Encyclopédie critique du genre : Corps, sexualité, rapports sociaux, Paris, La Découverte, 2016, 740 p. (ISBN 978-2-7071-9048-2)